# Marie Camargo

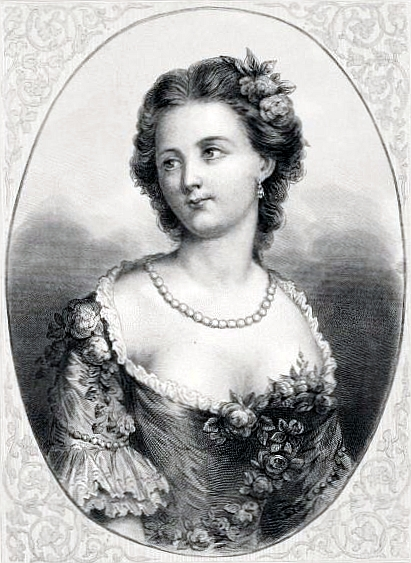
Marie Anne de Cupis de Camargo

Marie Anne de Cupis de Camargo (Bruxelas, 1710 — 1770) foi uma dançarina belga, responsável por muitas mudanças técnicas e de estilos no ballet.
Em 5 de maio de 1726, fez sua primeira apresentação, no teatro Ópera de Paris, em um balé de Françoise Prévost, chamado "Les Caractéres de la Dance". Devido ao sucesso, seguiram-se várias apresentações em mais de 78 balés e óperas. Rápida e muito ágil, ela aperfeiçoou os passos com saltos (o entrechat e o cabriole), os quais eram somente executados por homens. Foi também responsável por estabelecer a manutenção de uma perna elevada a 90 graus do quadril. Encurtou as saias de ballet, para facilitar a execução de passos mais complexos e possibilitar que fossem mais bem apreciados pela plateia.
Tirou os saltos dos sapatos de balé, facilitando assim a execução de saltos mais complicados. Parou de dançar em 1734, quando tornou-se amante do Conde de Clemont, mas retornou 7 anos depois apresentando-se várias vezes, com enorme sucesso.
Camargo era uma perspicaz mulher de negócios e permitiu que seu nome fosse usado em anúncios de sapatos e perucas. Em 1751 se aposentou com uma pensão do governo francês.
Em 1930 foi fundada em Londres, a Sociedade Camargo, que se propunha a montar a cada ano espetáculos de balé e se possível com obras novas. Esta sociedade conseguiu ajudar a estabelecer o Vic-Wells Ballet, hoje o Royal Ballet.